# Imandra (village)
Imandra (en russe : И́мандра) est un village de l'okroug municipal d'Olenegorsk de l'oblast de Mourmansk, en Russie arctique. Sa population s'élevait à 19 habitants au recensement de 2010.

## Géographie
Le village de Imandra se situe dans l'oblast de Mourmansk, un oblast de la Laponie, en Russie arctique, et il fait partie du district fédéral du Nord-Ouest. Le village fait partie de l'okroug municipal d'Olenegorsk une subdivision de l'oblast.  
Imandra, comme tout l'oblast de Mourmansk, est située dans le fuseau horaire MSK (heure de Moscou). Le décalage horaire appliqué par rapport au temps universel coordonné est +03:00.

## Démographie
Recensements (*) et estimations de la population,:
| 2002 * | 2010* | - | - |
| ------ | ----- | - | - |
| 58     | 19    | - | - |